# Wind (trigram)
Wind is een trigram uit het Chinese Boek van Veranderingen. Het trigram stelt de wind voor.
Het ziet er als volgt uit:
```
----- 3 Yang
----- 2 Yang
-- -- 1 Yin

```

Betekenissen van het trigram:
- wind;
- (groeiend) hout;
- windstreek: het zuidoosten

Eigenschappen van het trigram:
- indringend;
- onderwerpend;
- naar binnen gericht

Met de trigrammen van de I Tjing kunnen de hexagrammen worden samengesteld.